# Río Sipapo
Pour les articles homonymes, voir Sipapo.
Le río Sipapo est un cours d'eau de l'Amazonie vénézuélienne. Situé dans l'État d'Amazonas, il est l'un des principaux affluents de l'Orénoque dans lequel il se jette en rive droite à proximité des localités de Santa Rosa et Morganito. Il prend sa source dans le massif de Cuao-Sipapo et son principal affluent est le río Autana. Il traverse principalement les localités de Moriche et Mariposa.